# Крамфорс
Крамфорс (швед. Kramfors) — місто, адміністративний центр однойменної комуни в Швеції.
Місто виросло на західному березі річки Онгерманельвен у 19 столітті завдяки розвитку деревообробної промисловості. Крістофер Крамм встановив першу пилу з паровим приводом, назвавши її своїм іменем. Назва міста, у свою чергу, походить від його імені та слова "fors" ("річковий поріг"). У 60-х і 70-х роках, коли деревообробна промисловість занепала, населення Крамфорса також зменшилось.
1947-го року Крамфорс отримав статус міста. Після муніципальної реформи 1974-го року Крамфорс став адміністративним центром однойменної комуни.